# Sinforoso Ocampo
Sinforoso Ocampo Giraldo (Aranzazu, 25 de marzo de 1886 - Bogotá, 27 de enero de 1947) fue un político colombiano. Fue ministro de Agricultura en el gobierno de Enrique Olaya Herrera. 

## Biografía
Nacido en Aranzazu (Actualmente parte del Departamento de Caldas), hijo de Sinforoso Ocampo Ramírez y Rosita Giraldo Mejía, tuvo 10 hermanos.
Estudio primaria en Manizales y bachillerato en Medellín. Se vinculó al Banco de Colombia como gerente en Medellín. Adscrito al Partido Conservador, desempeñó cargos tales como diputado a la Asamblea Departamental de Caldas y ministro de Agricultura y Comercio en el gobierno de Enrique Olaya Herrera.
Regresó a Manizales como gerente del Banco de Colombia. Durante la gobernación de Jorge Gartner de la Cuesta ocupó el cargo de Secretario de Hacienda. Para 1941 asiste, en compañía de Manuel Mejía y Leónidas Londoño, como representante de Colombia a la Conferencia Internacional que estableció el sistema de cuotas para los países productores. Fue además gerente general de la Caja de Crédito Agrario.
Tuvo 10 hijos.